# Bodens matt
Den här artikeln använder algebraisk schacknotation för att beskriva schackdragen.
|   | a | b | c | d | e | f | g | h |   |
| 8 | c8 svart kung · e8 svart torn · h8 svart torn · a7 svart bonde · b7 svart bonde · c7 svart bonde · g7 svart bonde · h7 svart bonde · c6 svart springare · d5 vit löpare · f5 svart löpare · f4 vit bonde · a3 svart löpare · c3 vit bonde · e3 vit löpare · f3 vit drottning · a2 vit bonde · d2 vit springare · f2 vit bonde · h2 vit bonde · c1 vit kung · d1 vit torn · h1 vit torn | c8 svart kung · e8 svart torn · h8 svart torn · a7 svart bonde · b7 svart bonde · c7 svart bonde · g7 svart bonde · h7 svart bonde · c6 svart springare · d5 vit löpare · f5 svart löpare · f4 vit bonde · a3 svart löpare · c3 vit bonde · e3 vit löpare · f3 vit drottning · a2 vit bonde · d2 vit springare · f2 vit bonde · h2 vit bonde · c1 vit kung · d1 vit torn · h1 vit torn | c8 svart kung · e8 svart torn · h8 svart torn · a7 svart bonde · b7 svart bonde · c7 svart bonde · g7 svart bonde · h7 svart bonde · c6 svart springare · d5 vit löpare · f5 svart löpare · f4 vit bonde · a3 svart löpare · c3 vit bonde · e3 vit löpare · f3 vit drottning · a2 vit bonde · d2 vit springare · f2 vit bonde · h2 vit bonde · c1 vit kung · d1 vit torn · h1 vit torn | c8 svart kung · e8 svart torn · h8 svart torn · a7 svart bonde · b7 svart bonde · c7 svart bonde · g7 svart bonde · h7 svart bonde · c6 svart springare · d5 vit löpare · f5 svart löpare · f4 vit bonde · a3 svart löpare · c3 vit bonde · e3 vit löpare · f3 vit drottning · a2 vit bonde · d2 vit springare · f2 vit bonde · h2 vit bonde · c1 vit kung · d1 vit torn · h1 vit torn | c8 svart kung · e8 svart torn · h8 svart torn · a7 svart bonde · b7 svart bonde · c7 svart bonde · g7 svart bonde · h7 svart bonde · c6 svart springare · d5 vit löpare · f5 svart löpare · f4 vit bonde · a3 svart löpare · c3 vit bonde · e3 vit löpare · f3 vit drottning · a2 vit bonde · d2 vit springare · f2 vit bonde · h2 vit bonde · c1 vit kung · d1 vit torn · h1 vit torn | c8 svart kung · e8 svart torn · h8 svart torn · a7 svart bonde · b7 svart bonde · c7 svart bonde · g7 svart bonde · h7 svart bonde · c6 svart springare · d5 vit löpare · f5 svart löpare · f4 vit bonde · a3 svart löpare · c3 vit bonde · e3 vit löpare · f3 vit drottning · a2 vit bonde · d2 vit springare · f2 vit bonde · h2 vit bonde · c1 vit kung · d1 vit torn · h1 vit torn | c8 svart kung · e8 svart torn · h8 svart torn · a7 svart bonde · b7 svart bonde · c7 svart bonde · g7 svart bonde · h7 svart bonde · c6 svart springare · d5 vit löpare · f5 svart löpare · f4 vit bonde · a3 svart löpare · c3 vit bonde · e3 vit löpare · f3 vit drottning · a2 vit bonde · d2 vit springare · f2 vit bonde · h2 vit bonde · c1 vit kung · d1 vit torn · h1 vit torn | c8 svart kung · e8 svart torn · h8 svart torn · a7 svart bonde · b7 svart bonde · c7 svart bonde · g7 svart bonde · h7 svart bonde · c6 svart springare · d5 vit löpare · f5 svart löpare · f4 vit bonde · a3 svart löpare · c3 vit bonde · e3 vit löpare · f3 vit drottning · a2 vit bonde · d2 vit springare · f2 vit bonde · h2 vit bonde · c1 vit kung · d1 vit torn · h1 vit torn | 8 |
| 7 | c8 svart kung · e8 svart torn · h8 svart torn · a7 svart bonde · b7 svart bonde · c7 svart bonde · g7 svart bonde · h7 svart bonde · c6 svart springare · d5 vit löpare · f5 svart löpare · f4 vit bonde · a3 svart löpare · c3 vit bonde · e3 vit löpare · f3 vit drottning · a2 vit bonde · d2 vit springare · f2 vit bonde · h2 vit bonde · c1 vit kung · d1 vit torn · h1 vit torn | c8 svart kung · e8 svart torn · h8 svart torn · a7 svart bonde · b7 svart bonde · c7 svart bonde · g7 svart bonde · h7 svart bonde · c6 svart springare · d5 vit löpare · f5 svart löpare · f4 vit bonde · a3 svart löpare · c3 vit bonde · e3 vit löpare · f3 vit drottning · a2 vit bonde · d2 vit springare · f2 vit bonde · h2 vit bonde · c1 vit kung · d1 vit torn · h1 vit torn | c8 svart kung · e8 svart torn · h8 svart torn · a7 svart bonde · b7 svart bonde · c7 svart bonde · g7 svart bonde · h7 svart bonde · c6 svart springare · d5 vit löpare · f5 svart löpare · f4 vit bonde · a3 svart löpare · c3 vit bonde · e3 vit löpare · f3 vit drottning · a2 vit bonde · d2 vit springare · f2 vit bonde · h2 vit bonde · c1 vit kung · d1 vit torn · h1 vit torn | c8 svart kung · e8 svart torn · h8 svart torn · a7 svart bonde · b7 svart bonde · c7 svart bonde · g7 svart bonde · h7 svart bonde · c6 svart springare · d5 vit löpare · f5 svart löpare · f4 vit bonde · a3 svart löpare · c3 vit bonde · e3 vit löpare · f3 vit drottning · a2 vit bonde · d2 vit springare · f2 vit bonde · h2 vit bonde · c1 vit kung · d1 vit torn · h1 vit torn | c8 svart kung · e8 svart torn · h8 svart torn · a7 svart bonde · b7 svart bonde · c7 svart bonde · g7 svart bonde · h7 svart bonde · c6 svart springare · d5 vit löpare · f5 svart löpare · f4 vit bonde · a3 svart löpare · c3 vit bonde · e3 vit löpare · f3 vit drottning · a2 vit bonde · d2 vit springare · f2 vit bonde · h2 vit bonde · c1 vit kung · d1 vit torn · h1 vit torn | c8 svart kung · e8 svart torn · h8 svart torn · a7 svart bonde · b7 svart bonde · c7 svart bonde · g7 svart bonde · h7 svart bonde · c6 svart springare · d5 vit löpare · f5 svart löpare · f4 vit bonde · a3 svart löpare · c3 vit bonde · e3 vit löpare · f3 vit drottning · a2 vit bonde · d2 vit springare · f2 vit bonde · h2 vit bonde · c1 vit kung · d1 vit torn · h1 vit torn | c8 svart kung · e8 svart torn · h8 svart torn · a7 svart bonde · b7 svart bonde · c7 svart bonde · g7 svart bonde · h7 svart bonde · c6 svart springare · d5 vit löpare · f5 svart löpare · f4 vit bonde · a3 svart löpare · c3 vit bonde · e3 vit löpare · f3 vit drottning · a2 vit bonde · d2 vit springare · f2 vit bonde · h2 vit bonde · c1 vit kung · d1 vit torn · h1 vit torn | c8 svart kung · e8 svart torn · h8 svart torn · a7 svart bonde · b7 svart bonde · c7 svart bonde · g7 svart bonde · h7 svart bonde · c6 svart springare · d5 vit löpare · f5 svart löpare · f4 vit bonde · a3 svart löpare · c3 vit bonde · e3 vit löpare · f3 vit drottning · a2 vit bonde · d2 vit springare · f2 vit bonde · h2 vit bonde · c1 vit kung · d1 vit torn · h1 vit torn | 7 |
| 6 | c8 svart kung · e8 svart torn · h8 svart torn · a7 svart bonde · b7 svart bonde · c7 svart bonde · g7 svart bonde · h7 svart bonde · c6 svart springare · d5 vit löpare · f5 svart löpare · f4 vit bonde · a3 svart löpare · c3 vit bonde · e3 vit löpare · f3 vit drottning · a2 vit bonde · d2 vit springare · f2 vit bonde · h2 vit bonde · c1 vit kung · d1 vit torn · h1 vit torn | c8 svart kung · e8 svart torn · h8 svart torn · a7 svart bonde · b7 svart bonde · c7 svart bonde · g7 svart bonde · h7 svart bonde · c6 svart springare · d5 vit löpare · f5 svart löpare · f4 vit bonde · a3 svart löpare · c3 vit bonde · e3 vit löpare · f3 vit drottning · a2 vit bonde · d2 vit springare · f2 vit bonde · h2 vit bonde · c1 vit kung · d1 vit torn · h1 vit torn | c8 svart kung · e8 svart torn · h8 svart torn · a7 svart bonde · b7 svart bonde · c7 svart bonde · g7 svart bonde · h7 svart bonde · c6 svart springare · d5 vit löpare · f5 svart löpare · f4 vit bonde · a3 svart löpare · c3 vit bonde · e3 vit löpare · f3 vit drottning · a2 vit bonde · d2 vit springare · f2 vit bonde · h2 vit bonde · c1 vit kung · d1 vit torn · h1 vit torn | c8 svart kung · e8 svart torn · h8 svart torn · a7 svart bonde · b7 svart bonde · c7 svart bonde · g7 svart bonde · h7 svart bonde · c6 svart springare · d5 vit löpare · f5 svart löpare · f4 vit bonde · a3 svart löpare · c3 vit bonde · e3 vit löpare · f3 vit drottning · a2 vit bonde · d2 vit springare · f2 vit bonde · h2 vit bonde · c1 vit kung · d1 vit torn · h1 vit torn | c8 svart kung · e8 svart torn · h8 svart torn · a7 svart bonde · b7 svart bonde · c7 svart bonde · g7 svart bonde · h7 svart bonde · c6 svart springare · d5 vit löpare · f5 svart löpare · f4 vit bonde · a3 svart löpare · c3 vit bonde · e3 vit löpare · f3 vit drottning · a2 vit bonde · d2 vit springare · f2 vit bonde · h2 vit bonde · c1 vit kung · d1 vit torn · h1 vit torn | c8 svart kung · e8 svart torn · h8 svart torn · a7 svart bonde · b7 svart bonde · c7 svart bonde · g7 svart bonde · h7 svart bonde · c6 svart springare · d5 vit löpare · f5 svart löpare · f4 vit bonde · a3 svart löpare · c3 vit bonde · e3 vit löpare · f3 vit drottning · a2 vit bonde · d2 vit springare · f2 vit bonde · h2 vit bonde · c1 vit kung · d1 vit torn · h1 vit torn | c8 svart kung · e8 svart torn · h8 svart torn · a7 svart bonde · b7 svart bonde · c7 svart bonde · g7 svart bonde · h7 svart bonde · c6 svart springare · d5 vit löpare · f5 svart löpare · f4 vit bonde · a3 svart löpare · c3 vit bonde · e3 vit löpare · f3 vit drottning · a2 vit bonde · d2 vit springare · f2 vit bonde · h2 vit bonde · c1 vit kung · d1 vit torn · h1 vit torn | c8 svart kung · e8 svart torn · h8 svart torn · a7 svart bonde · b7 svart bonde · c7 svart bonde · g7 svart bonde · h7 svart bonde · c6 svart springare · d5 vit löpare · f5 svart löpare · f4 vit bonde · a3 svart löpare · c3 vit bonde · e3 vit löpare · f3 vit drottning · a2 vit bonde · d2 vit springare · f2 vit bonde · h2 vit bonde · c1 vit kung · d1 vit torn · h1 vit torn | 6 |
| 5 | c8 svart kung · e8 svart torn · h8 svart torn · a7 svart bonde · b7 svart bonde · c7 svart bonde · g7 svart bonde · h7 svart bonde · c6 svart springare · d5 vit löpare · f5 svart löpare · f4 vit bonde · a3 svart löpare · c3 vit bonde · e3 vit löpare · f3 vit drottning · a2 vit bonde · d2 vit springare · f2 vit bonde · h2 vit bonde · c1 vit kung · d1 vit torn · h1 vit torn | c8 svart kung · e8 svart torn · h8 svart torn · a7 svart bonde · b7 svart bonde · c7 svart bonde · g7 svart bonde · h7 svart bonde · c6 svart springare · d5 vit löpare · f5 svart löpare · f4 vit bonde · a3 svart löpare · c3 vit bonde · e3 vit löpare · f3 vit drottning · a2 vit bonde · d2 vit springare · f2 vit bonde · h2 vit bonde · c1 vit kung · d1 vit torn · h1 vit torn | c8 svart kung · e8 svart torn · h8 svart torn · a7 svart bonde · b7 svart bonde · c7 svart bonde · g7 svart bonde · h7 svart bonde · c6 svart springare · d5 vit löpare · f5 svart löpare · f4 vit bonde · a3 svart löpare · c3 vit bonde · e3 vit löpare · f3 vit drottning · a2 vit bonde · d2 vit springare · f2 vit bonde · h2 vit bonde · c1 vit kung · d1 vit torn · h1 vit torn | c8 svart kung · e8 svart torn · h8 svart torn · a7 svart bonde · b7 svart bonde · c7 svart bonde · g7 svart bonde · h7 svart bonde · c6 svart springare · d5 vit löpare · f5 svart löpare · f4 vit bonde · a3 svart löpare · c3 vit bonde · e3 vit löpare · f3 vit drottning · a2 vit bonde · d2 vit springare · f2 vit bonde · h2 vit bonde · c1 vit kung · d1 vit torn · h1 vit torn | c8 svart kung · e8 svart torn · h8 svart torn · a7 svart bonde · b7 svart bonde · c7 svart bonde · g7 svart bonde · h7 svart bonde · c6 svart springare · d5 vit löpare · f5 svart löpare · f4 vit bonde · a3 svart löpare · c3 vit bonde · e3 vit löpare · f3 vit drottning · a2 vit bonde · d2 vit springare · f2 vit bonde · h2 vit bonde · c1 vit kung · d1 vit torn · h1 vit torn | c8 svart kung · e8 svart torn · h8 svart torn · a7 svart bonde · b7 svart bonde · c7 svart bonde · g7 svart bonde · h7 svart bonde · c6 svart springare · d5 vit löpare · f5 svart löpare · f4 vit bonde · a3 svart löpare · c3 vit bonde · e3 vit löpare · f3 vit drottning · a2 vit bonde · d2 vit springare · f2 vit bonde · h2 vit bonde · c1 vit kung · d1 vit torn · h1 vit torn | c8 svart kung · e8 svart torn · h8 svart torn · a7 svart bonde · b7 svart bonde · c7 svart bonde · g7 svart bonde · h7 svart bonde · c6 svart springare · d5 vit löpare · f5 svart löpare · f4 vit bonde · a3 svart löpare · c3 vit bonde · e3 vit löpare · f3 vit drottning · a2 vit bonde · d2 vit springare · f2 vit bonde · h2 vit bonde · c1 vit kung · d1 vit torn · h1 vit torn | c8 svart kung · e8 svart torn · h8 svart torn · a7 svart bonde · b7 svart bonde · c7 svart bonde · g7 svart bonde · h7 svart bonde · c6 svart springare · d5 vit löpare · f5 svart löpare · f4 vit bonde · a3 svart löpare · c3 vit bonde · e3 vit löpare · f3 vit drottning · a2 vit bonde · d2 vit springare · f2 vit bonde · h2 vit bonde · c1 vit kung · d1 vit torn · h1 vit torn | 5 |
| 4 | c8 svart kung · e8 svart torn · h8 svart torn · a7 svart bonde · b7 svart bonde · c7 svart bonde · g7 svart bonde · h7 svart bonde · c6 svart springare · d5 vit löpare · f5 svart löpare · f4 vit bonde · a3 svart löpare · c3 vit bonde · e3 vit löpare · f3 vit drottning · a2 vit bonde · d2 vit springare · f2 vit bonde · h2 vit bonde · c1 vit kung · d1 vit torn · h1 vit torn | c8 svart kung · e8 svart torn · h8 svart torn · a7 svart bonde · b7 svart bonde · c7 svart bonde · g7 svart bonde · h7 svart bonde · c6 svart springare · d5 vit löpare · f5 svart löpare · f4 vit bonde · a3 svart löpare · c3 vit bonde · e3 vit löpare · f3 vit drottning · a2 vit bonde · d2 vit springare · f2 vit bonde · h2 vit bonde · c1 vit kung · d1 vit torn · h1 vit torn | c8 svart kung · e8 svart torn · h8 svart torn · a7 svart bonde · b7 svart bonde · c7 svart bonde · g7 svart bonde · h7 svart bonde · c6 svart springare · d5 vit löpare · f5 svart löpare · f4 vit bonde · a3 svart löpare · c3 vit bonde · e3 vit löpare · f3 vit drottning · a2 vit bonde · d2 vit springare · f2 vit bonde · h2 vit bonde · c1 vit kung · d1 vit torn · h1 vit torn | c8 svart kung · e8 svart torn · h8 svart torn · a7 svart bonde · b7 svart bonde · c7 svart bonde · g7 svart bonde · h7 svart bonde · c6 svart springare · d5 vit löpare · f5 svart löpare · f4 vit bonde · a3 svart löpare · c3 vit bonde · e3 vit löpare · f3 vit drottning · a2 vit bonde · d2 vit springare · f2 vit bonde · h2 vit bonde · c1 vit kung · d1 vit torn · h1 vit torn | c8 svart kung · e8 svart torn · h8 svart torn · a7 svart bonde · b7 svart bonde · c7 svart bonde · g7 svart bonde · h7 svart bonde · c6 svart springare · d5 vit löpare · f5 svart löpare · f4 vit bonde · a3 svart löpare · c3 vit bonde · e3 vit löpare · f3 vit drottning · a2 vit bonde · d2 vit springare · f2 vit bonde · h2 vit bonde · c1 vit kung · d1 vit torn · h1 vit torn | c8 svart kung · e8 svart torn · h8 svart torn · a7 svart bonde · b7 svart bonde · c7 svart bonde · g7 svart bonde · h7 svart bonde · c6 svart springare · d5 vit löpare · f5 svart löpare · f4 vit bonde · a3 svart löpare · c3 vit bonde · e3 vit löpare · f3 vit drottning · a2 vit bonde · d2 vit springare · f2 vit bonde · h2 vit bonde · c1 vit kung · d1 vit torn · h1 vit torn | c8 svart kung · e8 svart torn · h8 svart torn · a7 svart bonde · b7 svart bonde · c7 svart bonde · g7 svart bonde · h7 svart bonde · c6 svart springare · d5 vit löpare · f5 svart löpare · f4 vit bonde · a3 svart löpare · c3 vit bonde · e3 vit löpare · f3 vit drottning · a2 vit bonde · d2 vit springare · f2 vit bonde · h2 vit bonde · c1 vit kung · d1 vit torn · h1 vit torn | c8 svart kung · e8 svart torn · h8 svart torn · a7 svart bonde · b7 svart bonde · c7 svart bonde · g7 svart bonde · h7 svart bonde · c6 svart springare · d5 vit löpare · f5 svart löpare · f4 vit bonde · a3 svart löpare · c3 vit bonde · e3 vit löpare · f3 vit drottning · a2 vit bonde · d2 vit springare · f2 vit bonde · h2 vit bonde · c1 vit kung · d1 vit torn · h1 vit torn | 4 |
| 3 | c8 svart kung · e8 svart torn · h8 svart torn · a7 svart bonde · b7 svart bonde · c7 svart bonde · g7 svart bonde · h7 svart bonde · c6 svart springare · d5 vit löpare · f5 svart löpare · f4 vit bonde · a3 svart löpare · c3 vit bonde · e3 vit löpare · f3 vit drottning · a2 vit bonde · d2 vit springare · f2 vit bonde · h2 vit bonde · c1 vit kung · d1 vit torn · h1 vit torn | c8 svart kung · e8 svart torn · h8 svart torn · a7 svart bonde · b7 svart bonde · c7 svart bonde · g7 svart bonde · h7 svart bonde · c6 svart springare · d5 vit löpare · f5 svart löpare · f4 vit bonde · a3 svart löpare · c3 vit bonde · e3 vit löpare · f3 vit drottning · a2 vit bonde · d2 vit springare · f2 vit bonde · h2 vit bonde · c1 vit kung · d1 vit torn · h1 vit torn | c8 svart kung · e8 svart torn · h8 svart torn · a7 svart bonde · b7 svart bonde · c7 svart bonde · g7 svart bonde · h7 svart bonde · c6 svart springare · d5 vit löpare · f5 svart löpare · f4 vit bonde · a3 svart löpare · c3 vit bonde · e3 vit löpare · f3 vit drottning · a2 vit bonde · d2 vit springare · f2 vit bonde · h2 vit bonde · c1 vit kung · d1 vit torn · h1 vit torn | c8 svart kung · e8 svart torn · h8 svart torn · a7 svart bonde · b7 svart bonde · c7 svart bonde · g7 svart bonde · h7 svart bonde · c6 svart springare · d5 vit löpare · f5 svart löpare · f4 vit bonde · a3 svart löpare · c3 vit bonde · e3 vit löpare · f3 vit drottning · a2 vit bonde · d2 vit springare · f2 vit bonde · h2 vit bonde · c1 vit kung · d1 vit torn · h1 vit torn | c8 svart kung · e8 svart torn · h8 svart torn · a7 svart bonde · b7 svart bonde · c7 svart bonde · g7 svart bonde · h7 svart bonde · c6 svart springare · d5 vit löpare · f5 svart löpare · f4 vit bonde · a3 svart löpare · c3 vit bonde · e3 vit löpare · f3 vit drottning · a2 vit bonde · d2 vit springare · f2 vit bonde · h2 vit bonde · c1 vit kung · d1 vit torn · h1 vit torn | c8 svart kung · e8 svart torn · h8 svart torn · a7 svart bonde · b7 svart bonde · c7 svart bonde · g7 svart bonde · h7 svart bonde · c6 svart springare · d5 vit löpare · f5 svart löpare · f4 vit bonde · a3 svart löpare · c3 vit bonde · e3 vit löpare · f3 vit drottning · a2 vit bonde · d2 vit springare · f2 vit bonde · h2 vit bonde · c1 vit kung · d1 vit torn · h1 vit torn | c8 svart kung · e8 svart torn · h8 svart torn · a7 svart bonde · b7 svart bonde · c7 svart bonde · g7 svart bonde · h7 svart bonde · c6 svart springare · d5 vit löpare · f5 svart löpare · f4 vit bonde · a3 svart löpare · c3 vit bonde · e3 vit löpare · f3 vit drottning · a2 vit bonde · d2 vit springare · f2 vit bonde · h2 vit bonde · c1 vit kung · d1 vit torn · h1 vit torn | c8 svart kung · e8 svart torn · h8 svart torn · a7 svart bonde · b7 svart bonde · c7 svart bonde · g7 svart bonde · h7 svart bonde · c6 svart springare · d5 vit löpare · f5 svart löpare · f4 vit bonde · a3 svart löpare · c3 vit bonde · e3 vit löpare · f3 vit drottning · a2 vit bonde · d2 vit springare · f2 vit bonde · h2 vit bonde · c1 vit kung · d1 vit torn · h1 vit torn | 3 |
| 2 | c8 svart kung · e8 svart torn · h8 svart torn · a7 svart bonde · b7 svart bonde · c7 svart bonde · g7 svart bonde · h7 svart bonde · c6 svart springare · d5 vit löpare · f5 svart löpare · f4 vit bonde · a3 svart löpare · c3 vit bonde · e3 vit löpare · f3 vit drottning · a2 vit bonde · d2 vit springare · f2 vit bonde · h2 vit bonde · c1 vit kung · d1 vit torn · h1 vit torn | c8 svart kung · e8 svart torn · h8 svart torn · a7 svart bonde · b7 svart bonde · c7 svart bonde · g7 svart bonde · h7 svart bonde · c6 svart springare · d5 vit löpare · f5 svart löpare · f4 vit bonde · a3 svart löpare · c3 vit bonde · e3 vit löpare · f3 vit drottning · a2 vit bonde · d2 vit springare · f2 vit bonde · h2 vit bonde · c1 vit kung · d1 vit torn · h1 vit torn | c8 svart kung · e8 svart torn · h8 svart torn · a7 svart bonde · b7 svart bonde · c7 svart bonde · g7 svart bonde · h7 svart bonde · c6 svart springare · d5 vit löpare · f5 svart löpare · f4 vit bonde · a3 svart löpare · c3 vit bonde · e3 vit löpare · f3 vit drottning · a2 vit bonde · d2 vit springare · f2 vit bonde · h2 vit bonde · c1 vit kung · d1 vit torn · h1 vit torn | c8 svart kung · e8 svart torn · h8 svart torn · a7 svart bonde · b7 svart bonde · c7 svart bonde · g7 svart bonde · h7 svart bonde · c6 svart springare · d5 vit löpare · f5 svart löpare · f4 vit bonde · a3 svart löpare · c3 vit bonde · e3 vit löpare · f3 vit drottning · a2 vit bonde · d2 vit springare · f2 vit bonde · h2 vit bonde · c1 vit kung · d1 vit torn · h1 vit torn | c8 svart kung · e8 svart torn · h8 svart torn · a7 svart bonde · b7 svart bonde · c7 svart bonde · g7 svart bonde · h7 svart bonde · c6 svart springare · d5 vit löpare · f5 svart löpare · f4 vit bonde · a3 svart löpare · c3 vit bonde · e3 vit löpare · f3 vit drottning · a2 vit bonde · d2 vit springare · f2 vit bonde · h2 vit bonde · c1 vit kung · d1 vit torn · h1 vit torn | c8 svart kung · e8 svart torn · h8 svart torn · a7 svart bonde · b7 svart bonde · c7 svart bonde · g7 svart bonde · h7 svart bonde · c6 svart springare · d5 vit löpare · f5 svart löpare · f4 vit bonde · a3 svart löpare · c3 vit bonde · e3 vit löpare · f3 vit drottning · a2 vit bonde · d2 vit springare · f2 vit bonde · h2 vit bonde · c1 vit kung · d1 vit torn · h1 vit torn | c8 svart kung · e8 svart torn · h8 svart torn · a7 svart bonde · b7 svart bonde · c7 svart bonde · g7 svart bonde · h7 svart bonde · c6 svart springare · d5 vit löpare · f5 svart löpare · f4 vit bonde · a3 svart löpare · c3 vit bonde · e3 vit löpare · f3 vit drottning · a2 vit bonde · d2 vit springare · f2 vit bonde · h2 vit bonde · c1 vit kung · d1 vit torn · h1 vit torn | c8 svart kung · e8 svart torn · h8 svart torn · a7 svart bonde · b7 svart bonde · c7 svart bonde · g7 svart bonde · h7 svart bonde · c6 svart springare · d5 vit löpare · f5 svart löpare · f4 vit bonde · a3 svart löpare · c3 vit bonde · e3 vit löpare · f3 vit drottning · a2 vit bonde · d2 vit springare · f2 vit bonde · h2 vit bonde · c1 vit kung · d1 vit torn · h1 vit torn | 2 |
| 1 | c8 svart kung · e8 svart torn · h8 svart torn · a7 svart bonde · b7 svart bonde · c7 svart bonde · g7 svart bonde · h7 svart bonde · c6 svart springare · d5 vit löpare · f5 svart löpare · f4 vit bonde · a3 svart löpare · c3 vit bonde · e3 vit löpare · f3 vit drottning · a2 vit bonde · d2 vit springare · f2 vit bonde · h2 vit bonde · c1 vit kung · d1 vit torn · h1 vit torn | c8 svart kung · e8 svart torn · h8 svart torn · a7 svart bonde · b7 svart bonde · c7 svart bonde · g7 svart bonde · h7 svart bonde · c6 svart springare · d5 vit löpare · f5 svart löpare · f4 vit bonde · a3 svart löpare · c3 vit bonde · e3 vit löpare · f3 vit drottning · a2 vit bonde · d2 vit springare · f2 vit bonde · h2 vit bonde · c1 vit kung · d1 vit torn · h1 vit torn | c8 svart kung · e8 svart torn · h8 svart torn · a7 svart bonde · b7 svart bonde · c7 svart bonde · g7 svart bonde · h7 svart bonde · c6 svart springare · d5 vit löpare · f5 svart löpare · f4 vit bonde · a3 svart löpare · c3 vit bonde · e3 vit löpare · f3 vit drottning · a2 vit bonde · d2 vit springare · f2 vit bonde · h2 vit bonde · c1 vit kung · d1 vit torn · h1 vit torn | c8 svart kung · e8 svart torn · h8 svart torn · a7 svart bonde · b7 svart bonde · c7 svart bonde · g7 svart bonde · h7 svart bonde · c6 svart springare · d5 vit löpare · f5 svart löpare · f4 vit bonde · a3 svart löpare · c3 vit bonde · e3 vit löpare · f3 vit drottning · a2 vit bonde · d2 vit springare · f2 vit bonde · h2 vit bonde · c1 vit kung · d1 vit torn · h1 vit torn | c8 svart kung · e8 svart torn · h8 svart torn · a7 svart bonde · b7 svart bonde · c7 svart bonde · g7 svart bonde · h7 svart bonde · c6 svart springare · d5 vit löpare · f5 svart löpare · f4 vit bonde · a3 svart löpare · c3 vit bonde · e3 vit löpare · f3 vit drottning · a2 vit bonde · d2 vit springare · f2 vit bonde · h2 vit bonde · c1 vit kung · d1 vit torn · h1 vit torn | c8 svart kung · e8 svart torn · h8 svart torn · a7 svart bonde · b7 svart bonde · c7 svart bonde · g7 svart bonde · h7 svart bonde · c6 svart springare · d5 vit löpare · f5 svart löpare · f4 vit bonde · a3 svart löpare · c3 vit bonde · e3 vit löpare · f3 vit drottning · a2 vit bonde · d2 vit springare · f2 vit bonde · h2 vit bonde · c1 vit kung · d1 vit torn · h1 vit torn | c8 svart kung · e8 svart torn · h8 svart torn · a7 svart bonde · b7 svart bonde · c7 svart bonde · g7 svart bonde · h7 svart bonde · c6 svart springare · d5 vit löpare · f5 svart löpare · f4 vit bonde · a3 svart löpare · c3 vit bonde · e3 vit löpare · f3 vit drottning · a2 vit bonde · d2 vit springare · f2 vit bonde · h2 vit bonde · c1 vit kung · d1 vit torn · h1 vit torn | c8 svart kung · e8 svart torn · h8 svart torn · a7 svart bonde · b7 svart bonde · c7 svart bonde · g7 svart bonde · h7 svart bonde · c6 svart springare · d5 vit löpare · f5 svart löpare · f4 vit bonde · a3 svart löpare · c3 vit bonde · e3 vit löpare · f3 vit drottning · a2 vit bonde · d2 vit springare · f2 vit bonde · h2 vit bonde · c1 vit kung · d1 vit torn · h1 vit torn | 1 |
|   | a | b | c | d | e | f | g | h |   |

I schack är Bodens matt en speciell typ av schackmatt som kännetecknas av att två olikfärgade löpare kontrollerar genom två diagonaler från olika flyglar samtliga fält i motståndarkungens omgivning som inte är ockuperade av hans medpjäser.